# Pechyptila
Pechyptila là một chi bướm đêm thuộc họ Cosmopterigidae.